# Birgerius
Birgerius é um gênero de aranhas da família Linyphiidae descrito em.